# Adolfo López Mateos, Tecpatán
Adolfo López Mateos är en ort i Mexiko.   Den ligger i kommunen Tecpatán och delstaten Chiapas, i den sydöstra delen av landet, 600 km öster om huvudstaden Mexico City. Adolfo López Mateos ligger 577 meter över havet och antalet invånare är 1 342.
Terrängen runt Adolfo López Mateos är huvudsakligen kuperad, men åt sydväst är den platt. Adolfo López Mateos ligger uppe på en höjd. Runt Adolfo López Mateos är det ganska glesbefolkat, med 42 invånare per kvadratkilometer. Närmaste större samhälle är Raudales Malpaso, 13,8 km väster om Adolfo López Mateos. I omgivningarna runt Adolfo López Mateos växer huvudsakligen savannskog.